# Paolo Fanelli
Paolo Fanelli (Frosinone, 11 novembre 1946) è un politico italiano.

## Biografia
Nato a Frosinone, figlio di Cesare Augusto Fanelli, si laurea in medicina e chirurgia a Roma nel 1971, specializzandosi poi in ortopedia e traumatologia. Inizia a lavorare presso l'ospedale del capoluogo ciociaro, e nel 1980 è impiegato come ortopedico presso la struttura di Pontecorvo, ricoprendo anche le funzioni di primario. Nel marzo 1998 viene nominato primario di ortopedia e traumatologia dell'ospedale di Anagni e di quello di Ceccano nel 2005. Nel 2013 diventa consulente dell'istituto traumatologico ICOT di Latina.

### Carriera politica
Alle elezioni amministrative del 1995, le prime a elezione diretta, si candidata a sindaco di Frosinone sostenuto da una coalizione di centro-destra. Al primo turno del 23 aprile ottiene il 43,5% dei voti, superando il sindaco uscente Sandro Lunghi e accedendo al ballottaggio contro Gian Franco Schietroma, candidato del centro-sinistra. Il 7 maggio 1995 Fanelli viene eletto con il 52,2% dei voti, grazie a un'intesa con il Movimento Costituente di Nicola Ottaviani, che gli permette di superare l'avversario e insediarsi così come sindaco il giorno successivo.
Dopo un mandato difficile caratterizzato da vari rimpasti di giunta e tensioni tra le file della maggioranza, la rottura tra Fanelli e Ottaviani porta alla dimissioni di massa dei consiglieri, e il 23 dicembre 1997 il comune viene commissariato con la nomina di Enrico Laudanna.
Alle elezioni provinciali del 2004 è candidato alla presidenza della Provincia di Frosinone, ma viene superato da Francesco Scalia dell'Ulivo, al suo secondo mandato. Viene comunque eletto nel consiglio provinciale nelle file dell'opposizione, rimanendovi fino al termine della consiliatura nel 2009.
Il 5 febbraio 2022 viene ufficializzato il passaggio a Fratelli d'Italia, partito per il quale è nominato presidente onorario a Frosinone.
Il medico il 17 febbraio 2024 entra a far parte dell'esecutivo del capoluogo ciociaro, venendo nominato Assessore al Welfare e alle fragilità sociali.